# Afshin Ghotbi
Afshin Ghotbi (nacido el 8 de febrero de 1964) es un entrenador iraní de fútbol.
Ghotbi nació en Teherán. Es hijo de un maestro en Irán y dejó el país a los 13 años junto a su padre tras un nuevo matrimonio, mudándose a Los Ángeles, donde ha residido durante más de dos décadas. Obtuvo su licenciatura en Ingeniería Eléctrica en la Universidad de California, Los Ángeles (UCLA), donde también formó parte del equipo de fútbol universitario.
Dirigió en equipos como el Persépolis, Shimizu S-Pulse, Buriram United y Shijiazhuang Ever Bright. Dirigió a selección de fútbol de Irán en Copa Asiática 2011.

## Primeros años
Afshin Ghotbi nació en Teherán, Irán. Es hijo de un maestro iraní y se trasladó a Los Ángeles, Estados Unidos, a los 13 años junto a su padre tras un nuevo matrimonio. Ha residido en Los Ángeles durante más de dos décadas. Obtuvo una licenciatura en Ingeniería Eléctrica en la Universidad de California, Los Ángeles (UCLA), donde también formó parte del equipo de fútbol universitario.

## Experiencia en la Copa Mundial de la FIFA

### Estados Unidos (1998)
Ghotbi trabajó como jefe de ojeadores, analista y miembro del cuerpo técnico de la selección de Estados Unidos durante la Copa Mundial de la FIFA 1998, contribuyendo a la preparación táctica y al análisis de partidos.

### Corea del Sur (2002 y 2006)
Fue asistente técnico de la selección de Corea del Sur en 2002, ayudando al equipo a alcanzar las semifinales, y regresó en 2006 para brindar apoyo táctico y técnico durante la Copa del Mundo.

## Carrera profesional

### Primeros años
Antes de entrenar a nivel profesional, Ghotbi fundó la academia juvenil de fútbol AGSS en el sur de California, dedicada al descubrimiento y desarrollo de jóvenes talentos, incluyendo a Peter Vagenas y John O'Brien, entre otros.

### Selección nacional de Estados Unidos (USMNT)
Ghotbi se desempeñó como asistente técnico de la selección de Estados Unidos entre 1997 y 1998, bajo la dirección de Steve Sampson. Participó en la plantilla durante la Copa Mundial de 1998, enfrentando a Irán, su país de origen.

### LA Galaxy
Fue asistente de entrenador en LA Galaxy bajo Steve Sampson, contribuyendo al histórico doblete de la MLS en 2005, ganando tanto la MLS Cup como el Supporters’ Shield en la misma temporada.

### Corea del Sur
Entre diciembre de 2000 y julio de 2002, Ghotbi trabajó como analista en la selección de Corea del Sur bajo Guus Hiddink. Posteriormente, fue asistente técnico en Samsung Bluewings de 2002 a 2004. Regresó a la selección nacional como asistente de Dick Advocaat de octubre de 2005 a julio de 2006 y continuó como asistente bajo Pim Verbeek de julio de 2006 a julio de 2007.

### Persepolis
En agosto de 2007, Ghotbi fue nombrado entrenador principal de Persepolis F.C., uno de los clubes más importantes de Irán con más de 40 millones de seguidores. Durante su mandato, los aficionados lo apodaron "El Emperador" en reconocimiento a su liderazgo. Introdujo un enfoque moderno y disciplinado en la gestión del equipo y desarrollo de jugadores, mejorando el rendimiento y profesionalismo del plantel.

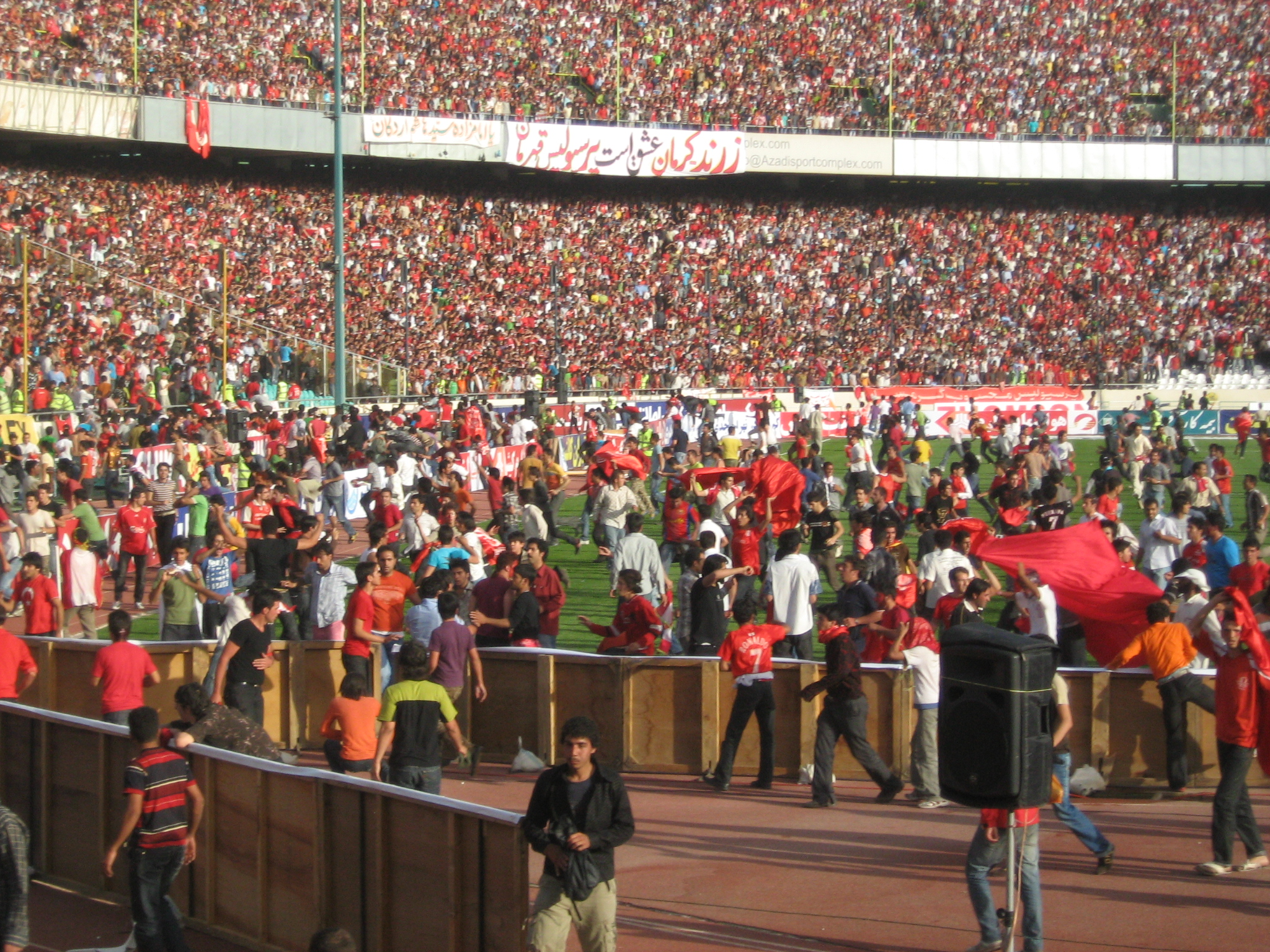
100,000 Persepolis Fans

En febrero de 2008, fue incluido en la lista de candidatos para dirigir la selección nacional de Irán, aunque el puesto fue otorgado a Ali Daei. En mayo de 2008, lideró a Persepolis al campeonato de la Liga Profesional de Irán mediante innovación táctica y resultados consistentes.
Ghotbi fue recontratado como entrenador principal el 3 de julio de 2008, firmando un contrato de dos años durante una reunión oficial en Dubái. Continuó fortaleciendo la estructura competitiva y organizativa del club y renunció el 19 de noviembre de 2008, finalizando un periodo destacado por el éxito táctico, desarrollo de jugadores y liderazgo profesional, consolidando su reputación internacional como entrenador campeón.

### Selección nacional de Irán
Durante la clasificación para la Copa Mundial 2010, Irán no logró la clasificación, obteniendo un solo gol y cinco puntos en tres partidos jugados en once días. Posteriormente, Ghotbi dirigió a la selección en la clasificación para la Copa Asiática 2011, logrando tres victorias de cuatro partidos y clasificando como líder de grupo con 13 puntos. En amistosos, el equipo obtuvo buenos resultados frente a Bosnia-Herzegovina, China y Corea del Sur, y en 2010 logró una racha de ocho victorias consecutivas, ganándose la confianza de los aficionados y clasificando a la Copa Asiática en Catar. Irán finalizó segundo en el Campeonato de la Federación de Fútbol de Asia Occidental 2010 y fue el único equipo en la Copa Asiática 2010 en ganar los tres partidos de su grupo, venciendo a Irak, Corea del Norte y Emiratos Árabes Unidos, con seis goles a favor y uno en contra. En cuartos de final, Irán perdió ante Corea del Sur en tiempo extra.

### Shimizu S-Pulse
Después de la Copa Asiática, Ghotbi firmó un contrato de tres años con el Shimizu S-Pulse de la J. League Division 1 de Japón. Dirigió al equipo durante el final de la temporada 2011, terminando en décima posición. En su segunda temporada, el equipo comenzó la liga con éxito pero perdió consistencia, finalizando en noveno lugar. También alcanzaron la final de la Copa de la J. League, perdiendo 1–2 ante Kashima Antlers. El 30 de julio de 2014, Ghotbi dejó Shimizu de mutuo acuerdo, tras finalizar en la duodécima posición.
Durante sus tres años y medio en la J. League, dirigió una de las plantillas más jóvenes de la historia de la liga, enfocándose en el desarrollo de jugadores japoneses y supervisando fichajes destacados, incluyendo a Freddie Ljungberg, Eddy Bosnar y Alex Brosque.

### Buriram United
El 24 de mayo de 2016, el club tailandés Buriram United anunció el nombramiento de Ghotbi como entrenador, convirtiéndose en el primer entrenador estadounidense-asiático en dirigir el equipo. Debutó el 28 de mayo en un partido de liga doméstica contra Nakhon Ratchasima, ganando 1–0. Su contrato finalizó el 21 de agosto tras tres meses al frente del equipo.

### Shijiazhuang Ever Bright
En noviembre de 2016, Ghotbi fue nombrado entrenador de Shijiazhuang Ever Bright, equipo de la China League One. En la temporada 2017, el equipo terminó en tercer lugar. Tras ser despedido en 2018, regresó en julio de 2019 para una segunda etapa. Ese mismo año logró ascender al equipo a la Superliga China. Abandonó el club por mutuo acuerdo en septiembre de 2021.
Como entrenador de Shijiazhuang Ever Bright, se convirtió en el primer entrenador iraní-estadounidense en lograr un ascenso a la Superliga China, liderando al club durante uno de sus periodos más exitosos.

### Vancouver FC
En noviembre de 2022, Ghotbi fue nombrado primer entrenador del Vancouver FC, club de expansión de la Canadian Premier League. “Lanzar un club profesional desde cero no es tarea fácil”, declaró Rob Friend, presidente del club.
Afshin Ghotbi fue el entrenador inaugural de Vancouver FC desde la formación del club en 2023 hasta 2025. Fue responsable de construir el equipo desde cero, estableciendo su filosofía de juego, estructura y sistema de desarrollo de jugadores. Bajo su liderazgo, Vancouver FC alcanzó su primera semifinal de la Canadian Championship, compitiendo junto a Vancouver Whitecaps, Forge FC y Atlético Ottawa. Durante su etapa, varios jugadores recibieron convocatorias a selecciones nacionales, incluyendo TJ Tahid (Canadá U17 & Ghana U20), James Cameron (Canadá U20), Kevin Podgorni (Canadá U17), Gabi Bitar (Líbano), Mikael Cantave (Haití) y Grady McDonnell (Irlanda U17). La plantilla de 2025 incluyó a más de media docena de jugadores que despertaron interés de clubes europeos, reflejando su ojo para el talento y enfoque en el desarrollo de jugadores. A pesar de los desafíos en la clasificación de liga, su etapa se destacó por visión, bases estructurales y compromiso con la construcción de una presencia significativa para la comunidad y el fútbol canadiense. El 23 de julio de 2025, el club y Ghotbi acordaron separarse de mutuo acuerdo.

## Clubes

### Como entrenador
| Club                        | País      | Año           | PJ  | PG | PE | PP | Efectividad |
| --------------------------- | --------- | ------------- | --- | -- | -- | -- | ----------- |
| Selección de fútbol de Irán | Irán      | 2009 - 2011   | 19  | 12 | 5  | 2  | 71.93%      |
| Shimizu S-Pulse             | Japón     | 2011 - 2014   | 157 | 67 | 29 | 61 | 48.83%      |
| Buriram United              | Tailandia | 2016          | 16  | 7  | 6  | 3  | 56.25%      |
| Shijiazhuang Ever Bright    | China     | 2016 - 2018   | 54  | 23 | 20 | 11 | 54.94%      |
| Foolad FC                   | Irán      | 2018 - 2019   | 16  | 6  | 5  | 5  | 47.92%      |
| Shijiazhuang Ever Bright    | China     | 2019-2021     | 48  | 17 | 11 | 20 | 43.06%      |
| Vancouver FC                | Canadá    | 2022-presente |     |    |    |    |             |